# UAZ 469
UAZ 469 – samochód terenowy produkcji radzieckiej produkowany od 1972 do 2007 roku i ponownie od 2010 roku w fabryce UAZ w Uljanowsku. W roku 1985 z niewielkimi zmianami produkowany pod nazwą UAZ 31512 do 2007 roku, zastąpiony przez model UAZ Hunter Classic.
Samochód początkowo przeznaczony dla wojska, szybko zyskał uznanie w innych służbach mundurowych, a nawet wśród osób cywilnych. Używany przez wojska Układu Warszawskiego. Uczestniczył w niemal każdym konflikcie zbrojnym po 1970 roku. Jego parametry sprawiały, że sprawdzał się zarówno w śniegach Syberii, jak i na pustynnych terenach Afryki i Afganistanu. Zmiana między wersjami 469b a 31512 nie jest nagła, gdyż samochód zaczęto już modernizować od roku 1980. Jako modernizacje od pierwotnego modelu można uznać: nowy, mocniejszy stelaż, mniejszą chłodnicę, systematycznie modernizowane gaźniki od K126g do K151, serwo – wspomaganie hamulców, hamulce tarczowe, nowy okrągły kolektor ssący, mosty zwolnicowe (tzw. afgany), nieznaczne zmiany blacharskie, podwieszane pedały, sprzęgło hydrauliczne oraz wydajniejsza nagrzewnica.

## Krótka charakterystyka
- Napęd 4x4 (dołączany przedni most)
- Skrzynia redukcyjna 2 stopniowa
- Silnik benzynowy gaźnikowy górnozaworowy:
  - pojemność skokowa: 2445 cm³
- Całkowita masa samochodu: 1630
- Maksymalna prędkość przy maksymalnym obciążeniu – 100-105 km/h
- Liczba cylindrów – 4
- Stopień sprężania – 6,7 (benzyna 72 oktanowa)
- Moment obrotowy: 17,2 kGm – 172 Nm przy 2200-2500 obr./min
- moc: 70 KM przy 4000 obr./min
- skrzynia 4 biegowa (3 i 4 bieg synchronizowany)
- użyteczne obciążenie dla wszystkich rodzajów dróg – 7 osób + 100 kg
- spalanie: 16 l/100 km na drodze, oraz do 28 l/100 km w terenie, 10,6 l/100 przy 40 km/h